# Biometals (časopis)
BioMetals je dvomesečni recenzirani naučni časopis koji se bavi ulogom metalnih jona u biološkim sistemima. Ovaj časopis objavljuje izdavačka kuća Springer Science+Business Media. Glavni odgovorni urednik je Gunter Vinkelman (Univerzitet Tubingena). Časopis je osnovan 1988. godine kao Biology of Metals i preuzeo je svoje sadašnje ime 1992. godine. On je zvanični časopis Međunarodnog biometalnog društva. Po podacima Journal Citation Reports, časopis je 2012. godine imao faktor impakta od 3,284, te je bio rangin na 111. mestu među 290 časopisa u kategoriji "Biohemija i molekularna biologija".

## Spoljašnje veze
- Званични веб-сајт